# Linah Mohohlo
Linah Kelebogile Mohohlo (13 de febrero de 1952-Gaborone, 1 de junio de 2021) fue una banquera y rectora universitaria botsuana. Fue gobernadora del Banco de Botsuana de 1999 a 2016. También fue la primera mujer rectora de la Universidad de Botsuana, donde ocupó el cargo desde 2017 hasta 2021.
Fue miembro de la Comisión para África. Asimismo formó parte del Africa Progress Panel (APP), un grupo de diez personas que abogan por el desarrollo equitativo y sostenible en África.

## Educación
Mohohlo nació el 13 de febrero de 1952. Obtuvo un diploma en contabilidad y negocios en la Universidad de Botsuana, una licenciatura en economía en la Universidad George Washington y una maestría en finanzas e inversiones en la Universidad de Exeter. También participó en un programa de gestión ejecutiva en la Universidad Yale.

## Carrera profesional
Mohohlo fue gobernadora del Banco de Botsuana de 1999 a 2016, luego de una carrera de 23 años en el Banco, durante la cual trabajó en áreas de apoyo y políticas (por ejemplo, en la Secretaría del Consejo, Departamentos de Recursos Humanos, Investigación y Mercados Financieros). También ha trabajado para el Fondo Monetario Internacional (FMI) en calidad de designada especial. En su rol de gobernadora del FMI para Botsuana, fue miembro del Comité Monetario y Financiero Internacional (CMFI: 2000-2002), en representación de la circunscripción del Grupo 1 de África, que comprende 21 países del África subsahariana.
Además de haber sido miembro del primer Consejo Económico y Asesor de Botsuana, Mohohlo formó parte de los consejos de administración de las principales corporaciones en Botsuana y en el extranjero. Entre sus diversos compromisos internacionales, fue nombrada Persona Eminente en 2002 por el exsecretario general de las  Naciones Unidas Kofi Annan, encargada de supervisar la evaluación de la Nueva Agenda de las Naciones Unidas para el Desarrollo de África en la década de 1990. También se desempeñó como miembro de la Comisión para África que fue presidida por el ex primer ministro británico Tony Blair. El informe de la Comisión, Nuestro interés común, se publicó en 2005. Mohohlo fue miembro del Comité de Servicios Financieros para los Pobres de la Fundación Bill y Melinda Gates. Formó parte del Comité de Inversiones de la Caja Común de Pensiones del Personal de las Naciones Unidas y copresidió la reunión del Foro Económico Mundial para África en Ciudad del Cabo en mayo de 2011.
Mohohlo también fue miembro del Africa Progress Panel (APP), un grupo de diez personas distinguidas que abogan al más alto nivel por el desarrollo equitativo y sostenible en África. Cada año, el Panel publica un informe, el Informe de progreso de África, que describe un tema de importancia inmediata para el continente y sugiere un conjunto de políticas asociadas. En 2012, el Informe de progreso de África destacó cuestiones de empleo, justicia y equidad. El informe de 2013 describió cuestiones relacionadas con el petróleo, el gas y la minería en África.
En mayo de 2015, el secretario general de las Naciones Unidas, Ban Ki-moon, nombró a Mohohlo miembro del Panel de Alto Nivel sobre Financiamiento Humanitario, una iniciativa destinada a preparar recomendaciones para la Cumbre Humanitaria Mundial de 2016. En 2021, fue nombrada miembro del Consejo de Economía de la Salud para Todos de la Organización Mundial de la Salud, presidido por Mariana Mazzucato.
En julio de 2017, Tlou Energy Limited, la empresa que cotiza en el AIM y el ASX centrada en el suministro de energía en Botsuana y el sur de África mediante el desarrollo de metano de lecho de carbón ("CBM"), anunció que la empresa había nombrado a Mohohlo para el Consejo como director no ejecutivo.
Mohohlo fue autora y ha publicado varios artículos y capítulos de libros sobre economía, finanzas, inversiones, gestión de reservas y gobernanza.

## Muerte
Mohohlo murió por la pandemia de COVID-19 el 1 de junio de 2021 a la edad de 69 años

## Publicaciones
- Liquidity conditions in Botswana banks Speech by Ms Linah K Mohohlo, Governor of the Bank of Botswana, at the press briefing on banks' liquidity condition, Gaborone, 26 de marzo de 2015.
- The role of information technology in domestic economic development and regional integration - opportunities and related challenges. Speech by Ms Linah K Mohohlo, Governor of the Bank of Botswana, at the Gala Dinner of the SWIFT 2013 Africa Regional Conference, Gaborone, 22 de mayo de 2013.
- Developing and diversifying Botswana's banking sector. Keynote speech by Ms Linah K Mohohlo, Governor of the Bank of Botswana, at the official launch of Bank of India (Botswana) Limited, Gaborone, 9 de agosto de 2013.
- 2010 Monetary Policy Statement. Speech by Mrs Linah K Mohohlo, Governor of the Bank of Botswana, at the launch of the Monetary Policy Statement for 2010, Gaborone, 25 de febrero de 2010.
- Botswana's Monetary Policy Statement for 2012. Remarks by Ms Linah K Mohohlo, Governor of the Bank of Botswana, at the launch of the Monetary Policy Statement for 2012, Gaborone, 20 de febrero de 2012.